# 長安村
長安村（ながやすむら）は、島根県那賀郡にあった村。現在の浜田市の一部にあたる。

## 地理
三隅川支流、長安川の中流地域に位置していた。

## 歴史
- 1889年（明治22年）4月1日、町村制の施行により、那賀郡長安本郷、三里村、程原村、大坪村、稲代村が合併して村制施行し、長安村が発足[2]。
- 1922年（大正11年）7月1日 - 那賀郡高城村と合併し安城村を新設して廃止された[1][2]。

### 地名の由来
江戸時代初期の村名による。